# Stachytarpheta villosa
Stachytarpheta villosa là một loài thực vật có hoa trong họ Cỏ roi ngựa. Loài này được (Pohl) Cham. miêu tả khoa học đầu tiên năm 1832.